# Метті Джеймс
Метті Джеймс (англ. Matty James, нар. 22 липня 1991, Бейкап) — англійський футболіст, півзахисник клубу «Бристоль Сіті».

## Клубна кар'єра

### «Манчестер Юнайтед»
Вихованець академії «Манчестер Юнайтед», в якій грав з раннього віку, а в жовтні 2005 року дебютував за команду «Юнайтед» до 18 років. У листопаді 2007 року Метті вперше зіграв за команду резервістів «Манчестер Юнайтед», а в травні 2009 року отримав виклик в основний склад, отримавши футболку з номером «47». 24 травня 2009 року потрапив в заявку на матч Прем'єр-ліги проти «Галл Сіті», але провів весь матч на лаві запасних.
У липні 2009 року підписав свій перший професійний контракт з «Манчестер Юнайтед». 17 серпня зіграв у фіналі Великого кубка Ланкаширу проти «Болтон Вондерерз», в якому «Юнайтед» здобув перемогу з рахунком 1:0 завдяки голу Федеріко Македи. 27 жовтня 2009 року потрапив в заявку першої команди на гру Кубка Футбольної ліги проти «Барнслі», але на поле не вийшов.

### «Престон Норт Енд»
У лютому 2010 року Джеймс відправився в оренду в «Престон Норт Енд» з Чемпіоншіпу до закінчення сезону. 9 лютого дебютував за «Престон» у матчі проти «Шеффілд Юнайтед», і вже на 10-й хвилині зустрічі забив гол; Престон в підсумку виграв з рахунком 2:1. Після завершення сезону 2009/10 Джеймс повернувся в «Манчестер Юнайтед», але 2 липня 2010 року знову перейшов у «Престон» на правах оренди.
30 грудня 2010 року тренер манкуніанців Алекс Фергюсон відкликав з оренди Річі де Лата, Джошуа Кінга і Метті Джеймса після звільнення його сина Даррена з посади головного тренера «Престона». Після повернення Джеймс в Манчестер Джеймс за півтора року так і не провів жодного матчу за основну команду.

### «Лестер Сіті»
15 травня 2012 року Метті Джеймс і його одноклубник по «Манчестер Юнайтед» Річі Де Лат перейшли в «Лестер Сіті», сума трансферу не розголошується. Обидва гравці підписали з «лисами» трирічні контракти. Джеймс, разом з Де Латом і Джеймі Варді дебютували за новий клуб 14 серпня 2012 року в грі Кубка Футбольної ліги проти «Торкі Юнайтед».
У сезоні 2013/14 Джеймс зіграв 35 матчів у Чемпіоншипі і допоміг своїй команді вийти в Прем'єр-лігу.
21 вересня 2014 року Метті зіграв свій перший матч у Прем'єр-лізі, вийшовши на заміну в матчі проти свого колишнього клубу «Манчестер Юнайтед», в якому «лиси» здобули перемогу з рахунком 5:3.
За підсумками сезону 2015/16 «Лестер» сенсаційно за два тури до кінця став чемпіоном Англії, проте Джеймс весь сезон пропустив через травму, отриману ще в кінці минулого сезону в травні 2015 року в грі проти «Саутгемптона» (2:0).
Всього встиг відіграти за команду з Лестера 88 матчів в національному чемпіонаті.

## Виступи за збірні
2007 року дебютував у складі юнацької збірної Англії, разом з якою став фіналістом юнацького Євро-2009. Всього взяв участь у 28 іграх на юнацькому рівні.
2009 року залучався до складу молодіжної збірної Англії до 20 років. На молодіжному рівні зіграв у 6 офіційних матчах.

## Титули і досягнення
- Чемпіон Англії (1):

«Лестер Сіті»: 2015–16